# Mária Medvecká

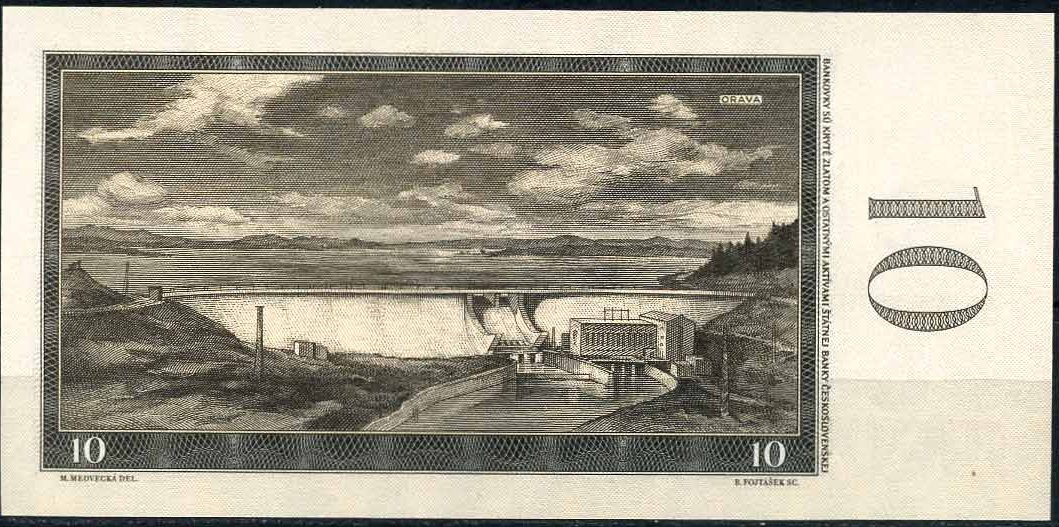
Un'incisione di Mária Medvecká sulla banconota da 10 corone cecoslovacche, raffigurante la diga sul fiume Orava.

Mária Medvecká (Medvedzie, 11 ottobre 1914 – Bratislava, 23 aprile 1987) è stata una pittrice slovacca, esponente dell'impressionismo realista.

## Biografia
Nacque nella nobile famiglia dei Medvecký z Medvedzia a Malého Bysterca (Medveczky de Medveczei és Kis Bisterczei).
Dopo aver conseguito la maturità a Košice, si iscrisse all'Istituto di magistero di Bratislava. Lavorò come insegnante a Zubrohlava, Tvrdošín, Jabłonka e Námestovo. Dopo la Seconda guerra mondiale proseguì gli studi all'Accademia di belle arti di Vienna e a Praga sotto la guida di Ján Želibský. Divenne la pittrice della natia regione dell'Orava e della sua gente. 
A partire dagli anni 1950 si dedicò anche ai temi politicamente impegnati del realismo socialista, con immagini che si riferivano all'industrializzazione e alla costruzione della società socialista. Fu autrice della banconota da 10 corone cecoslovacche, in corso in Cecoslovacchia dal 1961 al 1988.
Una selezione dei suoi dipinti è esposta nella pinacoteca che porta il suo nome (Galéria Márie Medveckej), aperta nel 1979 nel suo paese natale.
Nel 1974 lo Stato le conferì il titolo di artista nazionale.

## Opere
- Vietor na strniskách ("Vento sulle stoppie")
- Deti mieru ("I bambini della pace")
- Žena s kohútom ("Donna con il gallo")
- Partizánska mať ("Madre partigiana")